# Miguel Sandoval

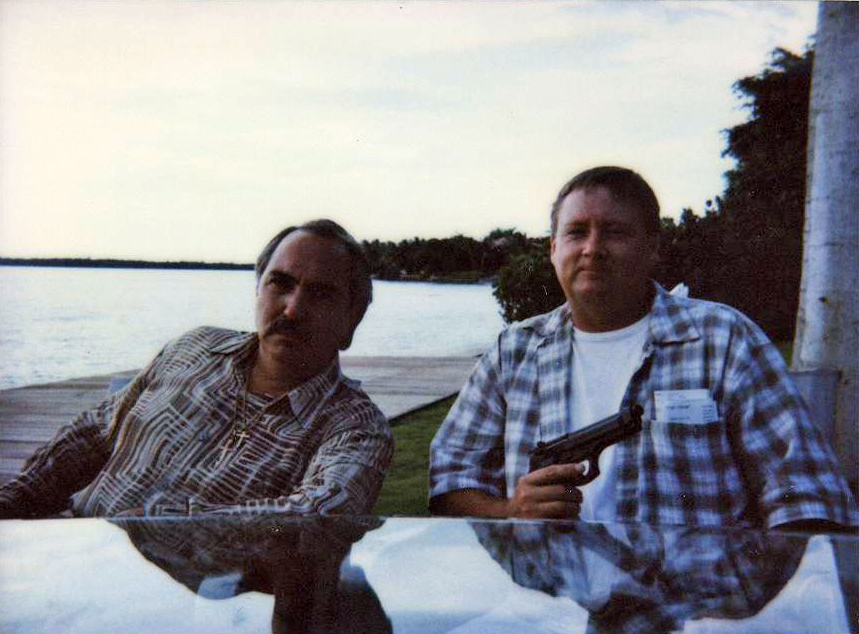
Miguel Sandoval (links) mit John Bair 1999 bei den Dreharbeiten zu Second Chance – Alles wird gut (The Crew)

Miguel Sandoval (* 16. November 1951 in Washington, D.C.) ist ein US-amerikanischer Schauspieler.

## Leben und Wirken
Der Hispanic Miguel Sandoval begann 1975 als professioneller Schauspieler zu arbeiten und besuchte während dieser Zeit eine Pantomime-Schule in Albuquerque in New Mexico. Der dortigen Theatergruppe trat er später hauptberuflich bei und setzte sein Studium der Pantomime fort.
In den frühen 1980er Jahren begann Miguel Sandoval seine Karriere als Film- und Fernsehschauspieler. Zunächst nur in kleineren Rollen auftretend, folgten später größere Auftritte in so bekannten Kinofilmen wie Jurassic Park, Schnappt Shorty und Blow. Der englische Regisseur Alex Cox besetzt Sandoval in vielen seiner Spielfilme.
In der von 2004 bis 2010 produzierten Fernsehserie Medium – Nichts bleibt verborgen spielte er neben Patricia Arquette die Rolle des Staatsanwalts Devalos. Bei drei Folgen der Serie fungierte er auch als Regisseur, wofür er eine Preisnominierung erhielt.

## Filmografie (Auswahl)
- 1982: Die Zeitreisenden (Voyagers!) (Fernsehserie)
- 1982: Timerider – Das Abenteuer des Lyle Swann (Timerider: The Adventure of Lyle Swan)
- 1984: Remington Steele (Fernsehserie)
- 1984: Repo Man
- 1984: Ich bin kein Mörder (Fatal Vision) (Fernsehfilm)
- 1985: Das As im Ärmel (Badge of the Assassin) (Fernsehfilm)
- 1986: Howard – Ein tierischer Held (Howard the Duck)
- 1986: Sid und Nancy (Sid and Nancy)
- 1987: Walker
- 1988: Chefarzt Dr. Westphall (St. Elsewhere) (Fernsehserie)
- 1989: Do the Right Thing
- 1990: Detective Kid (The Gumshoe Kid)
- 1990: Action Jackson 2 – Gefährliche Begierde (Dangerous Passion) (Fernsehfilm)
- 1990: Matlock (Fernsehserie)
- 1990: D.E.A. – Krieg den Drogen (DEA)
- 1991: Babyswitch – Kind fremder Eltern (Switched at Birth)
- 1991: Jungle Fever
- 1991: Ricochet – Der Aufprall (Ricochet)
- 1992: L.A. Law – Staranwälte, Tricks, Prozesse (L.A. Law) (Fernsehserie)
- 1992: White Sands – Der große Deal (White Sands)
- 1992: Death and the Compass
- 1992: Golden Palace (The Golden Palace) (Fernsehserie)
- 1993: Bounty Hunter (It’s Nothing Personal) (Fernsehfilm)
- 1993: Jurassic Park
- 1993: Quick – Die Kopfgeldjägerin (Quick)
- 1994: Texas (Fernsehfilm)
- 1994: Death Wish V – Antlitz des Todes (Death Wish V: The Face of Death)
- 1994: Das Kartell (Clear and Present Danger)
- 1994: Kampf der Hyänen (Girls in Prison) (Fernsehfilm)
- 1994: New York Cops – NYPD Blue (NYPD Blue) (Fernsehserie)
- 1995: Schnappt Shorty (Get Shorty)
- 1995: Fair Game
- 1996: Hör mal, wer da hämmert (Home Improvement) (Fernsehserie)
- 1996: Aus nächster Nähe (Up Close & Personal)
- 1996: Mrs. Winterbourne
- 1996: Murder One (Fernsehserie)
- 1997: Das Paradies ist nirgendwo (Et Hjørne af paradis)
- 1997: Besucher aus dem Jenseits – Sie kommen bei Nacht (House of Frankenstein) (Fernsehfilm)
- 1998: Seinfeld (Fernsehserie)
- 1998: Frasier (Fernsehserie)
- 1998: Jagd auf Marlowe (Where’s Marlowe?)
- 1998: Route 9 – Ein todsicherer Plan (Route 9) (Fernsehfilm)
- 1998: Three Businessmen
- 1999: Law & Order (Fernsehserie)
- 1999: Emergency Room – Die Notaufnahme (ER) (Fernsehserie)
- 2000: Second Chance – Alles wird gut (The Crew)
- 2000: Panic
- 2000: Gefühle, die man sieht – Things You Can Tell (Things You Can Tell Just by Looking at Her)
- 2000: Air Bud 3 – Ein Hund für alle Bälle (Air Bud 3: World Pup)
- 2000–2005: Jackie Chan Adventures (Fernsehserie)
- 2001: Kalte Angst (Black Point)
- 2001: Blow
- 2001: Wild Iris (Fernsehfilm)
- 2001: Alias – Die Agentin (Alias) (Fernsehserie)
- 2002: Collateral Damage – Zeit der Vergeltung (Collateral Damage)
- 2002: Rhythmus im Blut (Gotta Kick It Up!) (Fernsehfilm)
- 2002: The Court (Fernsehserie)
- 2002: Ballistic (Ballistic: Ecks vs. Sever)
- 2003: Kingpin (Fernsehserie)
- 2003: 10-8: Officers on Duty (Fernsehserie)
- 2004: Puerto Vallarta Squeeze
- 2004: Higglystadt Helden (Higglytown Heroes) (Fernsehserie)
- 2005: Marilyn Hotchkiss’ Ballroom Dancing and Charm School
- 2005–2011: Medium – Nichts bleibt verborgen (Medium) (Fernsehserie)
- 2005: Nine Lives
- 2006: Scarface: The World Is Yours (Computerspiel, Stimme)
- 2007: Tortilla Heaven
- 2008: Bottle Shock
- 2009: The Closer (Fernsehserie)
- 2009: Spoken Word
- 2010: Entourage (Fernsehserie)
- 2012, 2019: Grey’s Anatomy (Fernsehserie)
- 2014–2015: Bad Judge (Fernsehserie)
- 2016: Blood Father
- 2016: Dirk Gentlys holistische Detektei (Dirk Gently’s Holistic Detective Agency, Fernsehserie)
- 2018–2020: Seattle Firefighters – Die jungen Helden (Station 19, Fernsehserie)
- 2022: Barry (Fernsehserie, vier Episoden)
- 2023: Diplomatische Beziehungen (The Diplomat, Fernsehserie)
- 2024: John Sugar (Sugar, Miniserie)

## Auszeichnungen
Gotham Awards 2005
- Nominiert in der Kategorie Bestes Schauspielensemble für Nine Lives

ALMA Awards 2007
- Nominiert in der Kategorie Outstanding Supporting Actor – Television Series, Mini-Series or Television Movie für Medium – Nichts bleibt verborgen

ALMA Awards 2008
- Nominiert in der Kategorie Outstanding Director of a Television Series für Medium – Nichts bleibt verborgen
- Nominiert in der Kategorie Outstanding Supporting Actor in a Drama Television Series für Medium – Nichts bleibt verborgen